# Poliedro de Steffen

Poliedro de Steffen

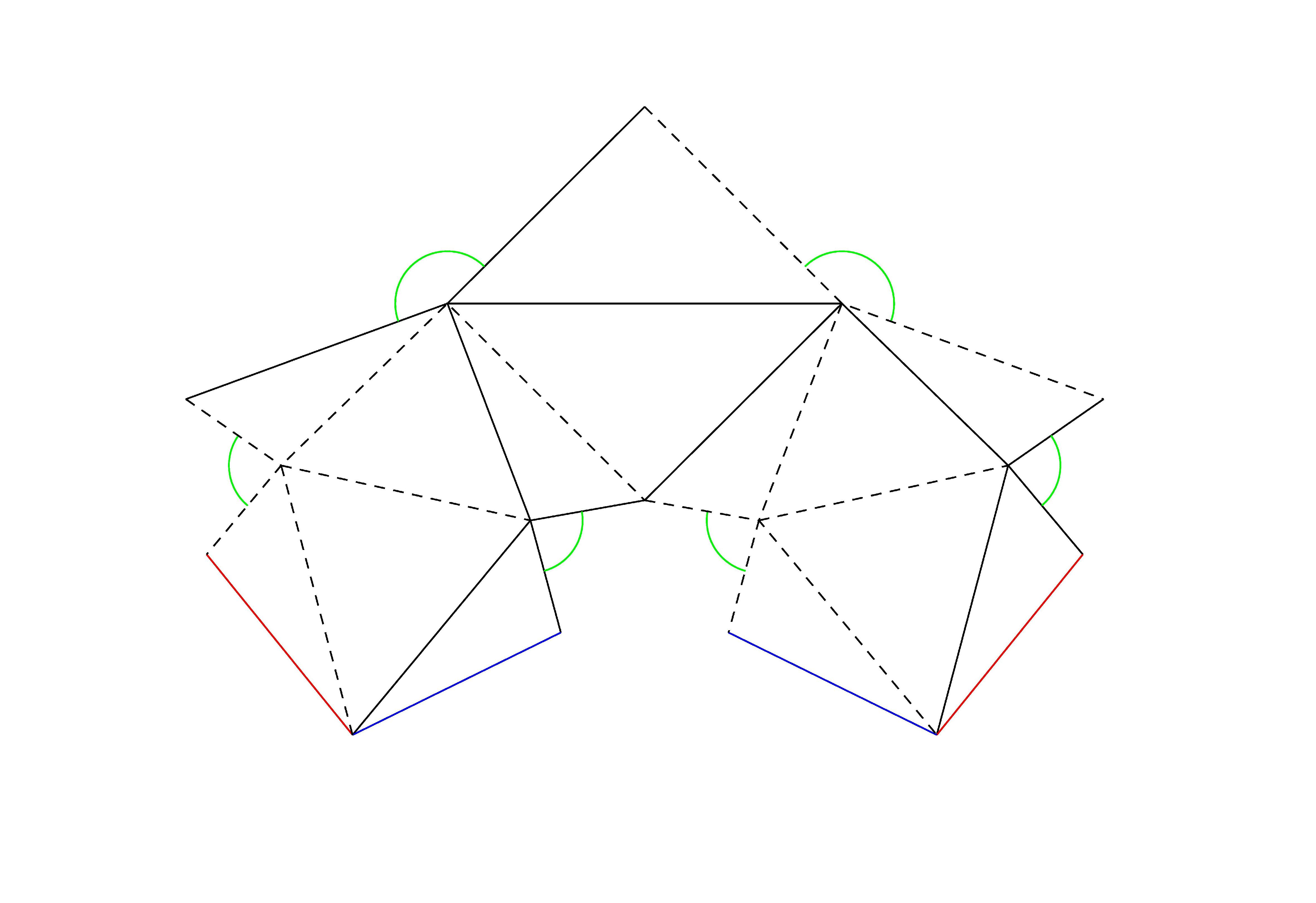
Uma rede para o poliedro de Steffen. As linhas sólidas e tracejadas representam dobras de montanha e dobras de vale, respectivamente.

Em geometria, o poliedro de Steffen é um poliedro flexível descoberto por e nomeado em homenagem a Klaus Steffen em 1978 . É baseado no octaedro de Bricard, mas ao contrário do octaedro de Bricard, sua superfície não se cruza.  Com nove vértices, 21 arestas e 14 faces triangulares, é o poliedro flexível não cruzado mais simples possível.  Suas faces podem ser decompostas em três subconjuntos: dois remendos de seis triângulos de um octaedro de Bricard e mais dois triângulos (os dois triângulos centrais da rede mostrada na ilustração) que ligam esses remendos. 
Ele obedece à conjectura do fole forte, o que significa que (como o octaedro de Bricard no qual se baseia) seu invariante de Dehn permanece constante à medida que se flexiona. 